# Cerkiew Zaśnięcia Najświętszej Bogurodzicy w Szarkowszczyźnie
Cerkiew Zaśnięcia Najświętszej Bogurodzicy – prawosławna cerkiew parafialna w Szarkowszczyźnie, należąca do dekanatu szarkowszczyńskiego eparchii połockiej i głębockiej Egzarchatu Białoruskiego Patriarchatu Moskiewskiego. Zbudowana w 1639, została gruntownie przebudowana w 1912.

## Architektura[2]

### Wygląd zewnętrzny[3]
Cerkiew zbudowana jest z drewna, na planie krzyża. Po przebudowie z początku XX wieku nadano jej cechy charakterystyczne dla stylu secesyjnego. Mimo przebudowy wciąż widoczne jest silne podobieństwo do świątyń stylu regionalnego. Najwyższą częścią budowli jest ośmioboczna kopuła (osadzona na bębnie) z „czapeczką” i wieżyczką z krzyżem słowiańskim. Wieża-dzwonnica jest niższa od centralnej kopuły i tak samo zwieńczona wieżyczką i krzyżem ośmioramiennym. Okna są obramowane wzorami koloru białego.

### Wnętrze
Wnętrze prezentuje się pięknym ikonostasem z wieloma ikonami, m.in. Matki Bożej „Wszystkich Strapionych Radość”. W świątyni są: kioty, dywany, ikony, świeczniki itp.